# Hermann Grapow
Pour les articles homonymes, voir Grapow.
Hermann Grapow (né le 1er septembre 1885 à Rostock - mort le 24 août 1967 à Berlin) est un égyptologue allemand.

## Biographie
Hermann Grapow, motivé par la lecture du livre « Blütezeit des Pharaonenreiches » de Georg Steindorff, a commencé l'apprentissage de l'égyptien en étant encore lycéen, en recopiant le « Ägyptisches Glossar » d'Adolf Erman. Par l'intermédiaire de Heinrich Schäfer, Grapow est présenté personnellement à Erman en 1905, et il commence en 1906 des études d'égyptologie, sous la direction d'Adolf Erman, à l'université de Berlin. En 1912, il soutient une thèse de doctorat intitulée « Le 17e chapitre du livre des morts égyptien et son influence dans l'histoire des religions ». Depuis 1907 déjà, il était employé comme assistant auxiliaire au sein du projet du Dictionnaire de la langue égyptienne, et il devient progressivement un collaborateur irremplaçable, responsable du classement et du tri d'environ 1,4 million de fiches de référence.
Pour travailler à ce projet, l'académie de Berlin le nomme en 1922 collaborateur scientifique titulaire. En 1928 il est nommé, grâce à l'influence de Erman, professeur associé (Honorarprofessor (de)) à l'université de Berlin. Depuis 1929, il y donne des cours aux côtés de Kurt Sethe. Après la mort de Sethe en 1934, il prend temporairement la direction du séminaire d'égyptologie. Il entre au parti national-socialiste en 1937, et est nommé professeur titulaire en 1938. En été 1940, il est nommé doyen de la faculté de philosophie, et au printemps 1943 il est nommé vice-recteur (Prorektor) de l'université de Berlin. 
Le 8 juin 1938, il est élu membre titulaire de l'académie de Berlin et secrétaire par intérim de la classe philosophico-historique. De 1943 à 1945, il est vice-président de l'académie. En 1947, il fonde, avec l'orientaliste Richard Hartmann (de) et Diedrich Westermann, l'Institut de recherche d'Orient de l'académie de Berlin. Il y succède à Richard Hartmann comme directeur à partir de 1956. En 1953 et en 1959, il reçoit le Prix national de la République démocratique allemande.
Après la Seconde Guerre mondiale, Grapow continue de travailler à l'achèvement  du Dictionnaire de la langue égyptienne. Après sa parution, il se concentre à la deuxième tâche de sa vie, l'édition de textes égyptiens anciens qui traitent de médecine. Six ans après sa mort, paraît, en 1973, le neuvième et dernier volume de la série des « Fondements de la médecine des anciens égyptiens » (Grundrisse der Medizin der alten Ägypter) qu'il avait initiée.

## Ouvrages
- Die bildlichen Ausdrücke des Ägyptischen, Leipzig, Hinrichs, 1924. Nouvelle impression Darmstadt, Wissenschaftliche Buchgesellschaft, 1983.
- Wörterbuch der ägyptischen Sprache, 7 tomes, Berlin, 1925.
- Anatomie und Physiologie, Berlin, 1954
- Kranker, Krankheiten und Arzt : Vom gesunden und kranken Ägypter, von den Krankheiten, vom Arzt und von der ärztlichen Tätigkeit, Berlin 1956
- Die medizinischen Texte in hieroglyphischer Umschreibung autographiert, Berlin, 1958
- Wörterbuch der ägyptischen Drogennamen, Berlin 1959 (avec H. v. Deines)
- Wie die alten Ägypter sich anredeten, wie sie sich grüssten und wie sie miteinander sprachen, Berlin 1960